# Adinandra quinquepartita
Adinandra quinquepartita là một loài thực vật có hoa trong họ Pentaphylacaceae. Loài này được Kobuski mô tả khoa học đầu tiên năm 1947.